# Gazsi Mariska
Gazsi Mariska (Nagyharsány, 1879. július 22. – Budapest, 1953. október 27.) színésznő.

## Életútja
Szülei Gazsi Sándor és Vajda Mária. A Bártfai–Solymossy–Fülöp-féle gyakorló színésziskolának volt a növendéke. Előbb vidéken játszott, majd a Népszínház énekesnaivája lett, ahol 1893. március 4-én lépett fel először a Délibábok című népszínműben, Erzsike szerepében. Nagy sikere volt a Két tacskó, a Piki gróf, Az ördög mátkája és A nagymama című darabokban. 1903-ban a Vígszínházhoz szerződött, ahol a társalgási szerepekben, majd a drámai szerepekben (a Takarodóban mint Klára) is nagy sikert aratott. 1921-ben a Renaissance Színháznál működött, innen azonban ugyanezen év június 7-én elment és újra visszaszerződött a Vígszínházhoz, amelynek 1931-ig volt tagja. Ezután 1936-ig csak szerepekre volt szerződése.

### Magánélete
Férje Porzsolt Kálmán író volt, akivel 1905. december 4-én kötött házasságot Budapesten.

## Fontosabb szerepei
- Boriska (Tóth Ede: A falu rossza)
- Blanche (Oscar Straus: Riquette)
- Márta (Csiky Gergely: A nagymama)
- Elza (Molnár Ferenc: Az ördög)
- Ági néni (Mikszáth Kálmán–Harsányi Zsolt: A Noszty fiú esete Tóth Marival)
- Sallicelné (Őnagysága őrangyala)
- Ramberg Hilda (Aranypatkó)
- Zsuzsika (Amit az erdő mesél)
- Szalánczy Izabella (Postás kisasszony)
- Olga (Alvó férj)
- Etel (Világbajnok)